# يوسوكي فوكوشي
يوسوكي فوكوشي (باليابانية: 深瀬 庸介) (مواليد 5 يونيو 1977)، هو لاعب كرة قدم سابق كان يلعب كمهاجم.